# (1241) Dysona
(1241) Dysona ist ein Asteroid des Hauptgürtels, der am 4. März 1932 vom südafrikanischen Astronomen Harry Edwin Wood in Johannesburg entdeckt wurde. 
Der Asteroid ist nach dem britischen Astronomen Frank Watson Dyson benannt.